# Miconia lasseri
Miconia lasseri är en tvåhjärtbladig växtart som beskrevs av Henry Allan Gleason. Miconia lasseri ingår i släktet Miconia och familjen Melastomataceae. Inga underarter finns listade i Catalogue of Life.